# راوت
نهر راوت هو نهر في مولدوفا يصب في نهر دنيستر. كان صالحا للملاحة حتى القرن التاسع عشر. أما اليوم فلا يصلح إلا للقوارب الصغيرة فقط. تقع عليه مدن بالتي وأورهي وفلوريشتي.